# Wysięk (medycyna)
Wysięk (łac. exsudatum) – w medycynie płyn powstający w przebiegu zapaleń. Przez ściany naczyń krwionośnych przenikają płynne składniki osocza i gromadzą się w tkankach i jamach ciała; wysięk może mieć charakter surowiczy, włóknikowy, ropny lub mieszany. Typowo surowiczy płyn wysiękowy jest mętny, zawiera granulocyty, limfocyty, włóknik oraz komórki wyściółki jam ciała. Zawiera około 4% białek składem odpowiadających białkom surowicy krwi. Gęstość płynu wysiękowego waha się między 1,018 a 1,025.
Płyn taki powstaje w wyniku zapalenia, na skutek zwiększenia przepuszczalności naczyń włosowatych i wymaga odróżnienia od przesięku, który może powstawać z innych przyczyn, a daje podobne objawy kliniczne.
Płyny wysiękowe wchodzą w skład trzeciej przestrzeni płynowej.